# Ante Budimir
Ante Budimir (* 22. července 1991) je chorvatský fotbalista, který hraje jako útočník za španělský klub Osasuna a za chorvatskou reprezentaci.

## Klubová kariéra

### St. Pauli
V srpnu 2014 podepsal čtyřletou smlouvu s německým druholigovým klubem FC St. Pauli.

### Crotone a Sampdoria
1. září 2015 byl Budimir na zbytek sezóny poslán do italského Crotone na hostování. Debutoval dne 7. září 2015 v zápase proti Cagliari Calcio, který skončil prohrou 0:4. V 71. minutě nastoupil jako náhradník za Pietra De Giorgia. Crotone postoupilo do první ligy z druhé příčky v lize.
V červnu 2016 podepsal se Sampdorií smlouvu do poloviny roku 2020. O rok později byl poslán na hostování zpět do Crotone, kam po konci sezóny přestoupil.

### Mallorca
Dne 15. ledna 2019 se Budimir přesunul na hostování do španělského klubu RCD Mallorca. Svůj první gól za klub vstřelil dne 3. února z penalty proti AD Alcorcón.

### Osasuna
Dne 5. října 2020 byl Budimir na sezónu 2020/21 zapůjčen na hostování do Osasuny.

## Reprezentační kariéra
Je bývalým mládežnickým reprezentantem Chorvatska.
Za seniorskou reprezentaci debutoval dne 7. října 2020 v přátelském utkání proti Švýcarsku. Svůj první gól vstřelil dne 11. listopadu v přátelském zápase s Tureckem.
Budimir byl členem týmu, který skončil třetí na Mistrovství světa ve fotbale 2022.